# 狙击手：幽灵战士
《狙击手：幽灵战士》由波兰游戏厂商City Interactive开发的第一人称射击游戏，是《狙击手：胜利的艺术》的续作。游戏于2010年6月29日发售。2012年11月8日在中国大陆由中电博亚代理发行数字版。

## 游戏剧情
《狙击手：幽灵战士》的游戏剧情故事主要描述了：在一个名字叫做Isla Trueno的南美地区的小岛上面，人物角色Vasquez将军率领自己的反抗军队推翻了游戏世界里的岛上的民主政府，想要控制整个Isla Trueno。
玩家的主要任务就是作为游戏里面隐蔽突击队的一员，完成潜入Vasquez将军大本营，推翻这个组织。可靠消息称，Vasquez将军将在一个旧的精炼厂与他的同伙们共同参加一个会议，而这也将是进行暗杀的绝佳机会。但是就当突击队到达了这个小岛的时候，整个计划都已经乱套了。突击队成员们需要运用自己卓越的战斗技巧和高超的求生能力完成任务。

## 游戏特色
《狙击手：幽灵战士》采用一种名为“弹道轨迹”的游戏系统，玩家在游戏里面必须要考虑游戏世界中的风向和重力对自己射击的子弹的准确性的影响。同样地，茂密的丛林也为玩家的隐蔽狙击提供了屏障，而其他组员也可以客串“侦查员”，来为玩家指明目标的详细位置。玩家们必须控制自己狙击手的呼吸频率，以便提高射击准确度。因此，现实感成了《狙击手：幽灵战士》的核心所在。
《狙击手：幽灵战士》中的整个游戏任务跨越了16个阶段。需要玩家聚精会神的完成。从一开始精炼厂的暗杀尝试到钻井塔，再到矿井，再到海岸，再到废墟。每一关都提供了逼真的游戏环境，丛林中沙沙的树叶摩擦声可以让玩家一直保持警惕。当敌人破坏掉掩体并使整个小队暴露在开放空间后，游戏也可以展现出精彩的枪战情景。　　 